# Diváky
Diváky – miasteczko na Morawach, w Czechach, w kraju południowomorawskim. Miejscowość liczy 470 mieszkańców.

## Historia
Pierwsza wzmianka o tej miejscowości pochodzi z 1237 roku. Pod koniec XIX w. w Divakach mieszkał pisarz Alois Mrštík.